# Veinte años y una noche
Veinte años y una noche es una película argentina en blanco y negro dirigida por Alberto de Zavalía sobre guion de Alejandro Casona que se estrenó el 1 de julio de 1941 y que tuvo como protagonistas a Pedro López Lagar, Delia Garcés, Camila Quiroga y Milagros de la Vega. Primer guion de Casona, folletinesco, en el estilo y bajo la influencia de Rebecca (1940) de Alfred Hitchcock.

## Sinopsis
Una colegiala va a vivir al caserón de una tía en las sierras, al terminar sus estudios, y se encuentra con el odio de dos familias y la misteriosa muerte de su madre.

## Reparto
- Pedro López Lagar ... Raúl
- Delia Garcés ... Ana María / Rosita
- Camila Quiroga ... Tía Elsa
- Milagros de la Vega ... Chola
- Agustín Barrios
- Juan Carrara
- Josefina Dessein
- Ilde Pirovano ... Sor Elena
- Carlos Perelli ... Adrián
- César Fiaschi
- Juan Corona
- Eloy Álvarez ... Facundo
- Mecha López ... Rufina

## Comentarios
El crítico Ulyses Petit de Murat escribió en el diario Crítica que el director "ha disfrazado un asunto no sólo usado por el cinematógrafo, sino a menudo emparentado con el efectivismo usual, por ejemplo, en la radiotelefonía, con un decoro magnífico". Por su parte Calki opinó en la crítica publicada en El Mundo que "podría llamársele un folletín de gran categoría, pero no es así. La riqueza del diálogo ... el tratamiento de cada escena y su honda raigambre de arte, disipa todas las insinuaciones folletinescas que aparecen en algún rincón de descuido".

## Premio
Por este filme la Academia de Artes y Ciencias Cinematográficas de la Argentina le otorgó el premio Cóndor Académico a la mejor actriz protagónica de 1941 a Delia Garcés y galardonó a Ernesto Arancibia como la mejor escenografía.